# Xã Hardscrabble, Quận Williams, Bắc Dakota
Xã Hardscrabble (tiếng Anh: Hardscrabble Township) là một xã thuộc quận Williams, tiểu bang Bắc Dakota, Hoa Kỳ. Năm 2010, dân số của xã này là 86 người.